# Prabowo Subianto
Prabowo Subianto Djojohadikusumo (Jakarta (Indonesië), 17 oktober 1951) (kortweg Prabowo genoemd) is een Indonesisch politicus, oud-militair en zakenman. Sinds 20 oktober 2024 is hij de president van Indonesië. Eerder was hij van 2019 tot 2024 minister van Defensie onder president Joko Widodo. Prabowo is leider van de partij Gerindra.

## Levensloop

### Jeugd

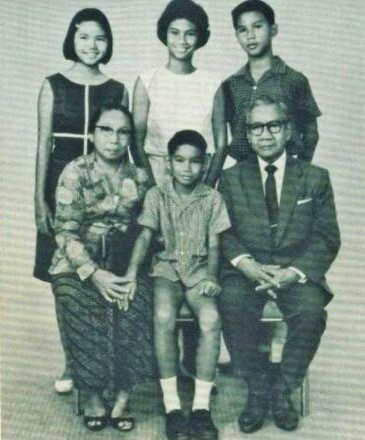
Prabowo als 12-jarige (rechtsachter) samen met zijn grootouders, zussen en broertje

Zijn vader Sumitro Djojohadikusumo, heeft economie gestudeerd aan de voorloper van de Erasmus Universiteit Rotterdam en zijn moeder Dora Marie Sigar heeft gestudeerd aan de Universiteit van Utrecht. Zijn vader diende als minister voor Onderzoek en Technologie in de regering van president Soeharto. Prabowo werd vernoemd naar zijn oom die in de Indonesische Onafhankelijkheidsoorlog in de strijd tegen de Nederlanders het leven verloor. In zijn jeugd woonde Prabowo een paar jaar met zijn familie in Londen.

### Militair
Prabowo studeerde aan de Indonesische Militaire Academie in Magelang. Aan de Academie waren veel studenten, waaronder de latere president Susilo Bambang Yudhoyono, die in de toekomst een belangrijke plek in de Indonesische politiek zouden innemen. Na zijn afstuderen in 1974 werd hij aangesteld aan het hoofd van een commando-eenheid die actief was op Oost-Timor. Prabowo leidde de zoektocht naar Nicolau dos Reis Lobato, de eerste premier van Oost-Timor. Oost-Timor had in 1975 haar onafhankelijkheid gekregen van haar kolonisator Portugal, maar direct na het uitroepen van de onafhankelijkheid viel Indonesië binnen en bezette het land. 
In 1983 trouwde Prabowo met Siti Hediati Hariyadi, de dochter van president Soeharto. Samen kregen zij een zoon. De schoonzoon van de president maakte verder carrière binnen de rangen van het Indonesische leger en klom op tot de rang van majoor-generaal. 
In de jaren negentig probeerde hij de Timorese onafhankelijkheidsbeweging te vernietigen, onder meer met de inzet van irreguliere commando’s die in de nacht in ninja-outfit aanvallen organiseerden. Tijdens de Indonesische bezetting van Oost-Timor van 1975 tot 1999 zijn mensenrechten grof geschonden. Volgens een parlementair onderzoeksrapport van de Oost-Timorese waarheids- en verzoeningscommissie CAVR (Comissao de Acolhimento, Verdade e Reconciliacao) kwamen tussen de 102.800 en 183.000 Oost-Timoreze burgers om het leven. Andere schattingen gaan uit van 200.000 tot 250.000 Timorezen (1/4 tot 1/3 van de bevolking) die door de Indonesische bezetters zijn omgekomen. Het onderzoek van de CAVR kent een belangrijke rol toe aan Prabowo bij de Indonesische militaire wandaden op Oost-Timor. Prabowo is nooit berecht en heeft altijd ontkend verantwoordelijk te zijn. Wel was hij langere tijd niet welkom in de Verenigde Staten vanwege de verdenkingen van misdaden in Oost-Timor. Nadat Joko Widodo hem in 2019 had benoemd als minister van defensie was hij tijdens het presidentschap van Trump weer welkom in de VS.
Prabowo leidde in 1996 een missie die er op gericht was 11 gegijzelde wetenschappers, waaronder vier Britten, een Nederlander en een zwangere Duitse vrouw, te bevrijden. De wetenschappers waren in handen van de Organisatie voor een vrij Papoea (OPM). Twee Indonesische gijzelaars verloren bij de verder geslaagde bevrijdingsactie het leven.

### Aftreden van Soeharto
Rond 1998 begon de publieke opinie zich tegen president Soeharto te keren. Er was veel sociale onrust vanwege de desastreuse gevolgen van Aziatische financiële crisis voor de Indonesische economie. Prabowo was op dat moment hoofd van de Strategische Reserve in de hoofdstad Jakarta. In mei 1998 deed de majoor-generaal een beroep op Wiranto, commandant van de Indonesische strijdkrachten, om zijn Strategische Reserve de straat op te mogen sturen en zo een einde te maken aan de protesten tegen de regering. Wiranto gaf hier geen toestemming voor, maar Prabowo werd er wel van verdacht dat hij zijn contacten binnen het leger gebruikte om andere legeronderdelen ertoe over te halen om geweld te gebruiken tegen de activisten. Verschillende activisten werden daadwerkelijk ontvoerd en voor langere periode gevangen gehouden.
President Soeharto trad op 21 mei 1998 af. Prabowo eiste dat diens opvolger vicepresident Habibie hem zou benoemen tot opperbevelhebber van het leger. In plaats daarvan zette Habibie hem terug in rang. Zijn rivaal Wiranto bleef opperbevelhebber en minister van Defensie. Vervolgens zette Prabowo met een contingent gewapende soldaten koers richting de kantoren van Habibie. De toegang werd geblokkeerd. In plaats daarvan ging hij langs bij zijn schoonvader die hem terechtwees. Daarna kreeg hij een niet-gevechtsfunctie bij een militair opleidingsinstituut in Bandung.
Na Soeharto’s aftreden eindigde het huwelijk tussen diens dochter en Prabowo, hoewel niet bekend is sinds wanneer precies. Beide voormalige huwelijkspartners weigerden daar uitspraken over te doen.
Een paar maanden later stelde het parlement een onderzoekscommissie aan die onderzoek deed naar het geweld voorafgaand aan het aftreden van Soeharto. Er waren daarbij veel verdenkingen richting Prabowo. Zo zou het zijn doel zijn geweest om zijn schoonvader op te volgen. Door het geweld te stimuleren zou Prabowo het gezag van opperbevelhebber Wiranto hebben willen ondermijnen. In 1999 gaf hij toe dat hij opdracht had gegeven tot de ontvoering van de activisten en werd vervolgens uit het leger gezet.
Opvallend is dat de regering Widodo (met oud-generaal Prabowo als minister) in januari 2023, na een door Widodo ingesteld onderzoek, excuses aanbood aan het volk voor ernstige mensenrechtenschendingen in het recente verleden.

### Zakenman
Na zijn vertrek uit het leger keerde Prabowo aanvankelijk in vrijwillige ballingschap naar Jordanië. Ook ging hij samen met zijn broer in zaken. Zij kochten het bedrijf Kiani Kertas, een plantage- en papierverwerkingsbedrijf. Later zou zijn imperium verder uitgroeien met onder ander een groot energie- en visbedrijf. Zijn vermogen groeide uit tot boven de honderd miljoen euro.

### Politicus
Na een aantal jaren keerde Prabowo terug uit zijn zelfverkozen ballingschap en werd politiek actief binnen Golkar, de partij van Soeharto. Hij wilde in 2004 namens die partij meedoen aan de presidentsverkiezingen, maar had daarvoor te maken met vier opponenten. Bij de interne partijverkiezingen eindigde hij als laatste.
Vier jaar later verliet Prabowo met een aantal politieke zielsverwanten Golkar en startte een nieuwe partij; Gerindra genaamd. Namens die partij was hij in 2009 presidentskandidaat. In het parlement had hij echter te weinig steun – slechts 26 stemmen – om op eigen kracht mee te doen aan de presidentsverkiezingen. In plaats daarvan was hij runningmate voor het vicepresidentschap naast de voormalige  president Megawati Soekarnoputri. Het duo verloor de verkiezingen met een groot verschil van Susilo Bambang Yudhoyono en Boediono.
Gerindra schoof de oud-schoonzoon van Soeharto bij de presidentsverkiezingen van 2014 opnieuw naar voren als kandidaat. De partij was in het parlement intussen zodanig in omvang gegroeid dat Prabowo genoeg stemmen ontving om daadwerkelijk mee te doen aan de verkiezingen. Zijn running mate was Hatta Rajasa. Tijdens de verkiezingen nam hij het op tegen de snel populair geworden gouverneur van Jakarta Joko "Jokowi" Widodo. Tijdens de campagnes bleven Prabowo’s misstappen begaan tijdens zijn periode als militair hem achtervolgen.
Widodo behaalde 53,15 procent van de stemmen, maar volgens Prabowo was er op grote schaal sprake van fraude. Internationale waarnemers spraken dit tegen en stelden dat de verkiezingen eerlijk waren verlopen. De oud-generaal vroeg het Constitutioneel Hof de uitslag ongeldig te verklaren. De negen rechters waren eenduidig in het afwijzen van diens claim en Widodo won dus de verkiezingen. Prabowo legde zich vervolgens neer bij de uitslag.
In augustus 2018 maakte Gerindra, samen met twee coalitiepartijen, bekend dat Prabowo voor de presidentsverkiezingen die in april 2019 werden gehouden wederom haar kandidaat zou zijn voor het presidentschap. Sandiaga Uno, vicegouverneur van Jakarta, was zijn running mate. Ook deze verkiezingen werden door hem verloren; het duo behaalde 43,5 procent van de stemmen. Na de verkiezingen braken rellen uit met verschillende doden tot gevolg. Widodo en Prabowo begroeven vervolgens de strijdbijl, waarna Widodo de oud-generaal in oktober 2019 opnam in zijn nieuwe kabinet als minister van Defensie. In deze functie zette Prabowo in op de uitbreiding van de Indonesische munitie-industrie, omdat hij vond dat Indonesië in staat moest zijn om munitie voor eigen gebruik te produceren.
Presidentsverkiezingen 2024
Prabowo lanceerde in januari 2023 zijn verkiezingscampagne in aanloop naar de presidentsverkiezingen van 2024. Hij beloofde in zijn verkiezingscampagne onder andere gratis schoolmaaltijden in heel het land. Ook zei hij de uitgaven voor defensie te willen opschroeven. Op zijn kandidatuur kwamen ook bezorgde reacties, omdat onder het ministerschap van Prabowo burgerrechten zijn beperkt (ongehuwd samenwonen werd bijvoorbeeld strafbaar gesteld).
Twintig jaar na zijn eerste aanloop wist Prabowo de verkiezingen van 14 februari 2024 te winnen met 96 van de 164 miljoen stemmen (bijna 60%). Op 20 oktober 2024 legde hij de eed af als de 8e president van Indonesië.
Prabowo's vicepresident is Gibran Rakabuming Raka, de oudste zoon van de vorige president Widodo. De keuze voor Gibran wordt als een strategische gezien, omdat het steun van Widodo (die onder de bevolking zeer populair is, maar aan zijn maximale regeertermijn zat) voor Prabowo zou laten zien. Tegelijk kan Widodo invloed houden.